# Acronicta grisescens
Acronicta grisescens là một loài bướm đêm trong họ Noctuidae.